# Capdenac-Gare
Capdenac-Gare is een gemeente in het Franse departement Aveyron in de regio Occitanie. De gemeente telde 4.394 inwoners op 1 januari 2022. De plaats maakt deel uit van het arrondissement Villefranche-de-Rouergue.
Capdenac(-le-Haut), waarnaar de gemeente is genoemd, bevindt zich aan de overzijde van de Lot in het departement Lot. De plaats is ontstaan in het midden van de 19e eeuw rond een belangrijk spoorwegknooppunt. In 1857 werd een treinstation geopend door de Compagnie des Chemins de Fer Paris-Orléans in de toenmalige gemeente Saint-Julien-d’Empare. Van hieruit waren er treinverbindingen naar Brive-la-Gaillarde, Toulouse, Cahors, Rodez en Aurillac. In 1862 werd de metalen spoorwegbrug over de Lot in gebruik genomen. Capdenac-Gare groeide snel als economisch centrum van de regio en er ontwikkelde zich een voedingsindustrie.
De gemeente werd planmatig gebouwd met een regelmatig stratenplan, grote pleinen en veel groen. In de gemeente bevindt zich de neogotische kerk Notre-Dame-des-Voyageurs. De gemeente telt veel art-decogebouwen zoals het station, de voormalige bains-douches en verschillende villa's.

## Geografie
De oppervlakte van Capdenac-Gare bedroeg op 1 januari 2022 20,21 vierkante kilometer; de bevolkingsdichtheid was toen 217,4 inwoners per km². De gemeente ligt op de zuidelijke oever van de Lot.
De onderstaande kaart toont de ligging van Capdenac-Gare met de belangrijkste infrastructuur en aangrenzende gemeenten.

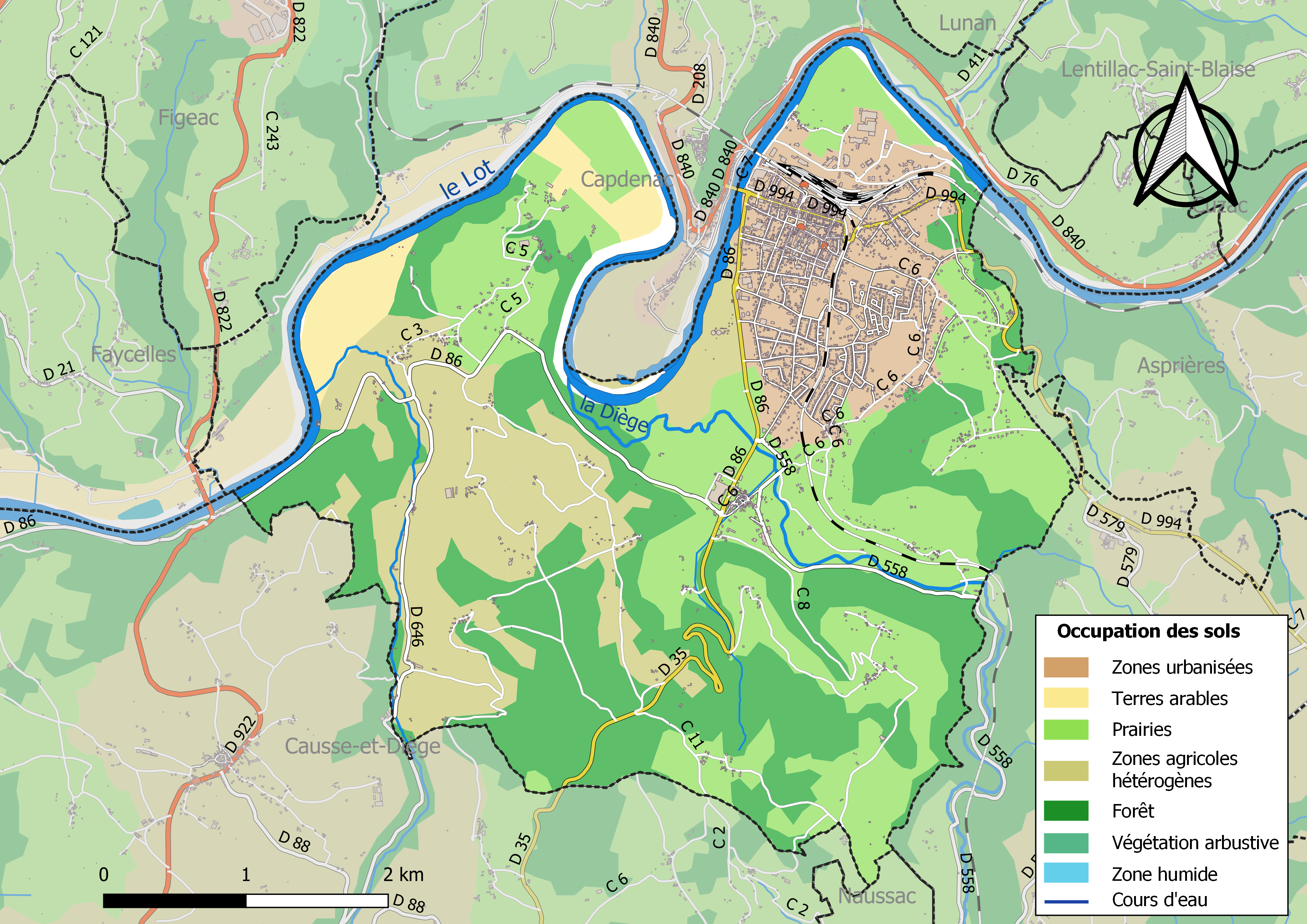

In de gemeente ligt spoorwegstation Capdenac.

## Demografie
Onderstaande figuur toont het verloop van het inwonertal (bron: INSEE-tellingen).

Vanwege een beveiligingsprobleem met de MediaWiki Graph-software is het momenteel niet mogelijk deze grafiek weer te geven. Zodra de software is bijgewerkt zal de grafiek vanzelf weer zichtbaar worden.